# José María Echevarría Ayestarán
José María Echevarría Ayestarán (Guecho, Vizcaya, 30 de octubre de 1920 - 25 de marzo de 1966) fue un futbolista español. Jugó de guardameta en el Athletic Club de la Primera División de España.

## Trayectoria
Se inició en el mundo del fútbol en 1933 en su localidad natal, Guecho. Se incorporó al Athletic Club en 1938 para recomponer el equipo debido a la Guerra Civil. Previamente había participado en un torneo amistoso organizado por el Athletic Club para captar jugadores con el SEU de Guecho. Fue uno de los futbolistas elegidos de los 39 equipos participantes.
En su primer año en el club formó parte del equipo de jóvenes del Athletic Club, coincidiendo con otros como Gainza o Makala. En la temporada 1939-40 fue uno de los porteros elegidos por el club bilbaíno para la primera temporada después de la guerra. Gregorio Blasco, portero y leyenda del club hasta 1936, había decidido iniciar una nueva vida en México al estallar el conflicto.
El 18 de febrero de 1940 debutó en Primera División en un partido ante el Atlético Aviación. En la temporada 1940-41 consiguió el Trofeo Zamora al encajar 21 goles en 18 partidos. En esa temporada el Athletic quedó subcampeón de Liga. Al inicio de la temporada 1942-43, en la que se ganó el título de Liga y el de la Copa del Generalísimo, sufrió una fractura costilla en un partido amistoso disputado el 6 de septiembre ante el Real Oviedo después de un choque con Antonio Chas. Regresó al equipo en octubre, pero sufrió un desmayo el 1 de noviembre debido a una tuberculosis que le acabaría retirando del fútbol. Josechu fue inmediatamente ingresado en el Sanatorio de la Tablada (Madrid) durante siete meses. En julio fue trasladado al Sanatorio Nuestra Señora de Begoña, en Miranda de Ebro, donde permaneció tres años. En julio de 1946 pasó al Sanatorio de Santa Marina, ya en Bilbao, donde permaneció hasta finales de octubre y fue operado en dos ocasiones. Tras el alta, se dedicó a trabajar como agente comercial aunque debía someterse a reconocimientos periódicos para evaluar su estado de salud.
Echevarría falleció en 1966, con 45 años, debido a una insuficiencia cardiorrespiratoria en el Sanatorio de Leza.

## Clubes
| Club          | País   | Año         |
| ------------- | ------ | ----------- |
| Athletic Club | España | 1938 - 1943 |

## Selección nacional
Fue internacional con la selección de fútbol de España en una ocasión, concretamente el 12 de enero de 1941 en el partido Portugal 2 - 2 España.

## Palmarés

### Campeonatos nacionales
| Título                | Club          | País   | Año     |
| --------------------- | ------------- | ------ | ------- |
| Liga                  | Athletic Club | España | 1942-43 |
| Copa del Generalísimo | Athletic Club | España | 1943    |

### Distinciones individuales
| Distinción    | Año     |
| ------------- | ------- |
| Trofeo Zamora | 1940-41 |